# Lygosoma elegans
Lygosoma elegans är en ödleart. Lygosoma elegans ingår i släktet Lygosoma och familjen skinkar. Utöver nominatformen finns också underarten L. e. elegans.